# شيخ الإسلام (ملكان)
شيخ‌ الإسلام هي قرية في مقاطعة ملكان، إيران. عدد سكان هذه القرية هو 374 في سنة 2006.